# HD 36719
HD 36719，又名BD+47 1178，SAO 40466、HR 1869，是一颗恒星，视星等为6.11，位于銀經163，銀緯8.3，其B1900.0坐标为赤經5h 28m 42.7s，赤緯+47° 8.3′ 57″。